# 43 км (зупинний пункт, Донецьк)
43 кіломе́тр (також 12 км)  — пасажирська зупинна залізнична платформа Донецької дирекції Донецької залізниці. Розташована на крайньому півдні в Ленінському районі Донецька, Донецька область, на лінії Доля — Ларине між станціями Доля (7 км) та Караванна (6 км).
Через військову агресію Росії на сході України транспортне сполучення припинене.